# Усть-Торгаш
Усть-Торга́ш (рос. Усть-Торгаш) — присілок у складі Красноуфімського міського округу (Натальїнськ) Свердловської області.
Населення — 2 особи (2010, 6 у 2002).
Національний склад станом на 2002 рік: росіяни — 100 %.